# استن کرودر (بازیکن فوتبال)
استن کرودر (انگلیسی: Stan Crowther; ۳ سپتامبر ۱۹۳۵ – ۲۸ مهٔ ۲۰۱۴) بازیکن فوتبال اهل بریتانیا بود.
از باشگاه‌هایی که در آن بازی کرده‌است می‌توان به باشگاه فوتبال چلسی، باشگاه فوتبال استون ویلا، باشگاه فوتبال منچستر یونایتد، و باشگاه فوتبال برایتون اند هوو آلبیون اشاره کرد.
وی همچنین در تیم ملی فوتبال زیر ۲۱ سال انگلستان بازی کرده‌است.